# Абатство Отобойрен
Абатство Отобойрен (на немски: Abtei Ottobeuren) е бенедиктински католически манастир, разположен в град Отобойрен в провинция Бавария в Германия. Основан през 764 година, през голяма част от своята история той има статут на имперско абатство – пряк васал на императора на Свещената Римска империя. Съвременните сгради на манастира са построени в средата на 18 век и са смятани за един от най-представителните примери за стила рококо в Южна Германия.

## История
Отобойренският манастир е основан през 764 година от неговия пръв абат Тото и е посветен на светците Александър Римски и Теодор Сионски. Сведенията за ранната му история са оскъдни, като е известно, че около 972 година негов абат е свети Улрих Аугсбургски. През 11 век сградите и дисциплината в манастира са в упадък, докато абатът Адалхалм (1982 – 1094) провежда там реформите на Вилхелм Хирзауски. По времето на абат Руперт I (1102 – 1145) към манастира е добавен метох за благородни дами, а монаси от Отобойрен поставят началото на Мариенбергското абатство. Други известни абати от този период са Изенгрим (1145 – 1180), който оставя две исторически съчинения, и блажения Конрад Отобойренски (1193 – 1227). През 1153 и 1217 година абатството е силно засегнато от пожари. През 1299 година манастирът получава статут на имперско абатство.
През 14 – 15 век Отобойренското абатство постепенно запада и когато през 1416 година абат става Йохан Шедлер, там има само 6 или 8 монаси, а годишните доходи на манастира са едва 46 сребърни марки. Нов краткотраен разцвет манастирът достига при абата Леонард Вилдеман (1508 – 1546), когато там е открита печатница и учебен център, превърнал се в средище за бенедиктинците от цяла Швабия. След началото на Тридесетгодишната война учебната дейност е прекратена, а в резултат на съдебно дело от 1624 година манастирът губи статута си на имперско абатство и става васал на Аугсбургската епископия.
През 1710 година Отобойренското абатство отново става имперско и през следващите десетилетия достига най-големия си блясък под ръководството на абата Руперт Нес (1710 – 1740) и неговия наследник Анселм Ерб (1740 – 1767). Съвременните сгради на манастира са построени през 1711 – 1725 година, а манастирската църква – през 1737 – 1766 година.
През 1802 година, по време на Наполеоновите войни, манастирът е разпуснат и имуществото му е секуларизирано, а на следващата година територията му от 165 km² с население около 12 хиляди души е присъединена към Кралство Бавария. През 1834 година манастирът е възстановен като приорат на аугсбургското абатство „Свети Стефан“, а от 1918 година отново е самостоятелно абатство. През 1926 година църквата му е обявена за малка базилика.

## Архитектура
Съвременният манастирски комплекс в Отобойрен е построен между 1711 и 1766 година по проект на Йохан Михаел Фишер (1692 – 1766), един от водещите представители на южногерманския късен барок. Самият манастир има правоъгълен план с три големи вътрешни двора, а до северната му фасада е долепена манастирската църква. Тя има необичайно разпложение в направление север-юг, като предната фасада с главния вход и разположените в краищата ѝ двекули е обърната на север.
Основната забележителност на Отобойренското абатство са характерните за стила рококо пищни декорации в интериора, както на църквата, така и на помещенията в манастира. Стенописите и олтара на църквата са изрисувани от Йохан Якоб Цайлер и Франц Антон Цайлер, гипсовите скулптури и релефи на хора и органа са работа на Йохан Йозеф Кристиан, а основната част от щукатурата – на Йохан Михаел Фойхтмайер Младши.

## Галерия
- Фасади
- Интериор
- Стенописи
- Картини
- Олтари
- Амвон
- Кръщелен купел
- Статуи
- Хорове
- Органи